# قوانین صدق نمی‌کنند
قوانین صدق نمی‌کنند (به انگلیسی: Rules Don't Apply) یک فیلم رمانتیک کمدی-درام آمریکایی به نویسندگی، تهیه‌کنندگی و کارگردانی وارن بیتی است. در این فیلم بازیگران برجسته‌ای شامل بیتی، آنت بنینگ، متیو برودریک، لی‌لی کالینز، آلدن ارنرایک، هیلی بنت و الک بالدوین ایفای نقش می‌کنند. لی‌لی کالینز برای بازی در این فیلم نامزد جایزه گلدن گلوب بهترین بازیگر زن – فیلم موزیکال یا کمدی در هفتاد و چهارمین مراسم گلدن گلوب شد.
داستان فیلم در هالیوود ۱۹۵۸ روایت می‌شود و دربارهٔ رابطه‌ای عاشقانه بین هنرپیشه زن جوان و راننده‌اش است که در آن زمان توسط کارفرمایش هوارد هیوز، ممنوع بود. نخستین نمایش فیلم قوانین صدق نمی‌کنند در جشنواره تقدیر AFI در ۱۰ نوامبر ۲۰۱۶ بود و در نهایت توسط فاکس قرن بیستم در تاریخ ۲۳ نوامبر ۲۰۱۶ در ایالات متحده اکران شد. این فیلم نقدهای ضد و نقیضی از سوی منتقدان دریافت کرد و با فروشی معادل ۳٬۹ میلیون دلار در مقابل بودجهٔ ۲۵ میلیون دلاری در زمینه فروش گیشه کاملاً ناموفق بود.